# (1240) Centenaria
(1240) Centenaria es un asteroide perteneciente al cinturón de asteroides descubierto por Richard Reinhard Emil Schorr el 5 de febrero de 1932 desde el observatorio de Hamburgo-Bergedorf, Alemania.

## Designación y nombre
Centenaria se designó inicialmente como 1932 CD.
Más tarde, fue nombrado así por el centenario de la fundación del observatorio de Hamburgo.

## Características orbitales
Centenaria orbita a una distancia media de 2,871 ua del Sol, pudiendo acercarse hasta 2,375 ua. Su excentricidad es 0,1727 y la inclinación orbital 10,17°. Emplea 1777 días en completar una órbita alrededor del Sol.